# Ex cátedra

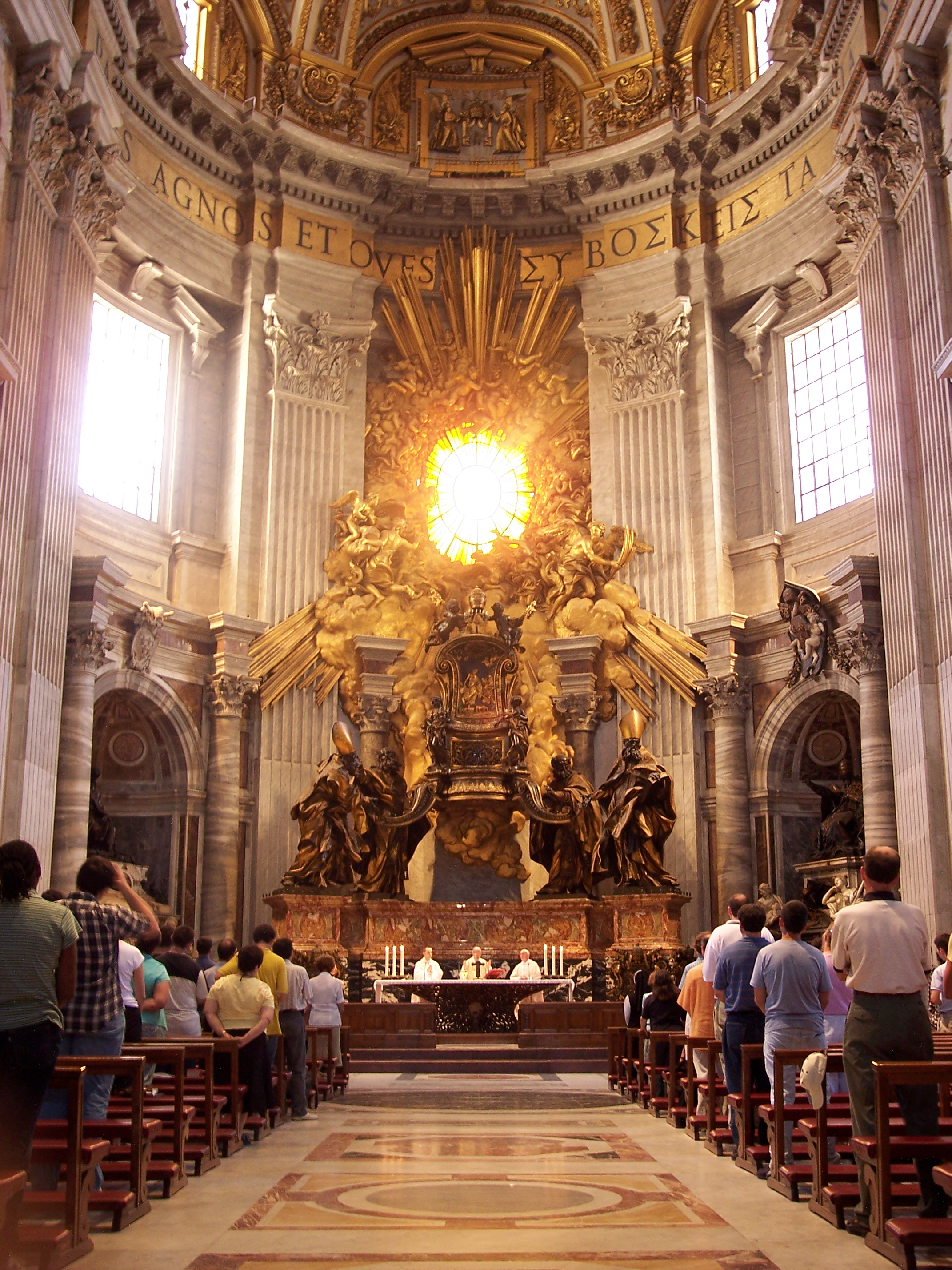
Cathedra Petri, obra de Bernini

La expresión ex cátedra o ex cathedra (del latín cathedra, ‘silla’; literalmente, ‘desde la silla’) es una expresión latina que se usa para referirse al acto de expresar algo con la autoridad que corresponde a un cargo, siendo la silla o cátedra metonimia de la función. Hablar ex cátedra significa expresarse en tono magistral y muy solemne, decisivo, y se usa para ponderar la autoridad (real o fingida) con la que alguien está afirmando algo. En español, coloquialmente, su significado sería «con autoridad».
El uso más habitual de la expresión es respecto al ejercicio de la autoridad papal, porque una declaración tiene que emitirse ex cátedra para gozar de infalibilidad. Así pues, cuando el papa habla desde su silla, como cabeza visible de la Iglesia católica, respecto a ciertas materias, sus enseñanzas no dependen del consentimiento del resto y son irreformables. El Concilio Vaticano I expresó en 1870 así el dogma de la infalibilidad papal: 

El Romano Pontífice, cuando habla ex cathedra, esto es, cuando en el ejercicio de su oficio de pastor y maestro de todos los cristianos, en virtud de su suprema autoridad apostólica, define una doctrina de fe o costumbres como que debe ser sostenida por toda la Iglesia, posee, por la asistencia divina que le fue prometida en el bienaventurado Pedro, aquella infalibilidad de la que el divino Redentor quiso que gozara su Iglesia en la definición de la doctrina de fe y costumbres. Por esto, dichas definiciones del Romano Pontífice son en sí mismas, y no por el consentimiento de la Iglesia, irreformables.
Pastor Aeternus, § 4.

Según el Catecismo:

«El Romano Pontífice, cabeza del colegio episcopal, goza de esta infalibilidad en virtud de su ministerio cuando, como Pastor y Maestro supremo de todos los fieles que confirma en la fe a sus hermanos, proclama por un acto definitivo la doctrina en cuestiones de fe y moral [...] La infalibilidad prometida a la Iglesia reside también en su el cuerpo eposicopal cuando ejercer el magisterio supremo como el sucesor de Pedro», sobre todo en un Concilio Ecuménico. Cuando la Iglesia propone por medio de su Magisterio supremo que algo se debe aceptar «como revelado por Dios para ser creído» y como enseñanza de Cristo, «hay que aceptar sus definiciones con la obediencia de la fe». Esta infalibilidad abarca todo el depósito de la Revelación divina.
Catecismo de la Iglesia Católica, § 891.